# Nephrotoma virescens
Nephrotoma virescens là một loài ruồi trong họ Ruồi hạc (Tipulidae). Chúng phân bố ở vùng sinh thái Nearctic.